# 洩矢神
洩矢神（日语：モリヤシン或モレヤシン）為日本長野縣諏訪地方固有的神祇，與御社宮司神信仰也有關係。

## 概要

### 諏訪大明神繪詞之記載之記載
照《諏訪大明神繪詞之記載》之記載，建御名方神乃外來之神，來到諏訪地區後與當地之洩矢神爭奪統治權而大戰。洩矢神手持鐵輪、建御名方神手持藤蔓互鬥，後來洩矢神大敗，建御名方神取代之而成為諏訪地方的統治神。

## 解說
洩矢神手持鐵輪、建御名方神手持藤蔓互鬥的神話故事，有人認為這是製鐵技術的對決。今位於長野縣岡谷市川岸區的洩矢神社，傳說就是二神大戰時洩矢神的本陣。
有趣的是自中世紀以降，建御名方神後裔的諏訪氏擔任諏訪大社上社之神職人員「大祝」，洩矢神的後裔守矢氏則擔任主要神官的「神長」之職。

## 信仰
目前主祭洩矢神的神社計有下述：
- 洩矢神社（長野縣岡谷市川岸區）

## 內部連結
- 御社宮司神
- 建御名方神
- 守矢賴真

## 外部連結
- （日語）ミシャグチ様とその社の一覧 （页面存档备份，存于）